# Premio de Literatura de la Unión Europea
El Premio de Literatura de la Unión Europea es un premio literario de la Unión Europea establecido en 2009. Es una iniciativa de la Comisión Europea que busca el reconocimiento y la promoción de autores revelación europeos y fomentar los intercambios, personales y de libros, entre los distintos países de la Unión Europea.

## El Premio de Literatura de la Unión Europea
La Comisión Europea define el premio como: ‘es una iniciativa anual lanzada en 2009 para premiar a los mejores autores emergentes europeos y celebrar la diversidad lingüística y la excelencia de la literatura en los países que participan en el programa Europa Creativa.’
Los objetivos del premio son:
- subrayar la creatividad y la diversidad de la literatura europea contemporánea;

- promover una mayor circulación de la literatura europea; y
- fomentar el interés en la publicación, venta y lectura de obras literarias extranjeras.

Características secundarias, heredadas del programa europeo (Europea Creativa) que lo financia, son el soporte a la movilidad de los agentes culturales en Europa, favorecer la circulación de productos culturales y artísticos, y avanzar el diálogo intercultural.
El premio y los autores y libros ganadores se promocionan a lo largo del año a nivel local, nacional, europeo e internacional, por ejemplo, en eventos en librerías o en ferias de libros y festivales literarios. El premio también ayuda con respecto a la traducción de la literatura de áreas lingüísticas europeas más pequeñas a áreas lingüísticas más grandes lo cual constituye un desafío especial. Los editores y traductores de los libros ganadores de premio se benefician de las becas de traducción literaria del programa Europa Creativa.

### Organización del premio
El premio es organizado por un consorcio que representa a la cadena del libro en Europa. El premio se divide en ciclos de tres años y el consorcio que lo gestiona puede cambiar de ciclo en ciclo. Estas organizaciones se encargan de la organización práctica de los premios y de la constitución de los jurados nacionales. El premio está abierto a todos los países que participan en el programa Europa Creativa. Cada año, los jurados nacionales de un tercio de los países participantes designan a sus autores ganadores, lo que permite que todos los países y áreas lingüísticas estén representados durante el ciclo de tres años. El primer ciclo trienal se completó en 2009-2011. En 2018, el premio celebró su décimo aniversario con un concurso de escritura abierto a los 108 ganadores anteriores.
Los jurados nacionales seleccionan a los autores ganadores. Estos jurados están compuestos por representantes de las organizaciones de editores, libreros, autores y críticos de los respectivos países. El consorcio se encarga de la organización, la orientación y el seguimiento de los jurados nacionales.
El premio es organizado por un consorcio a través de una subvención pública. Esta subvención implica ciertas responsabilidades y tareas para el ganador de la subvención y organizador del premio, las cuales consisten en:
- proponer e implementar un modelo general para el premio en sí;
- gestionar todo lo concerniente a los jurados nacionales;
- organizar la ceremonia de entrega de premios, uno de los hitos principales de cada edición del premio;
- promocionar el premio, los escritores y los libros premiados; y
- desarrollar una red profesional alrededor del premio con vistas, de nuevo, a la promoción y relevancia del premio y su perduración el tiempo.

### Acciones de promoción del premio
La promoción de los escritores, y libros, galardonados es una de los aspectos más importantes del premio. El premio está en grandes eventos literarios, sobre todo en ferias. El premio ha participado en las ferias de Frankfurt, París, Londres, Riga, Vilna o Bruselas. El evento de promoción y de relación más importante del premio es la ceremonia de entrega de premios del mismo. El premio también organiza, o participa, en eventos más pequeños como presentaciones de escritores galardonados en librerías.
Una parte importante del esfuerzo de promoción es la traducción de los libros premiados a otros idiomas. En la entrada en la web del premio de cualquier de los galardonados existe un apartado sobre traducciones y derechos en otras lenguas y territorios.

## Ganadores

### 2009
- Austria: Paulus Hochgatterer, Die Suesse des Lebens
  - La dulzura de la vida, Debolsillo, 2016
- Croacia: Mila Pavićević, Djevojčica od leda i druge bajke
- Francia: Emmanuelle Pagano, Les Adolescents troglodytes
  - Los adolescentes trogloditas, Lengua de Trapo, 2011
- Hungría: Szécsi Noémi, Kommunista Monte Cristo
- Irlanda: Karen Gillece, Longshore Drift
- Italia: Daniele Del Giudice, Orizzonte mobile
  - Horizonte móvil, Ático de los Libros, 2016
- Lituania: Laura Sintija Cerniauskaité, Kvėpavimas į marmurą
- Noruega: Carl Frode Tiller, Innsirkling
  - Cerco, Sajalín Editores, 2016
- Polonia: Jacek Dukaj, Lód
- Portugal: Dulce Maria Cardoso, Os Meus Sentimentos
- Eslovaquia: Pavol Rankov, Stalo sa prvého septembra (alebo inokedy)
- Suecia: Helena Henschen, I skuggan av ett brott
  - A la sombra de un crimen, Editorial Bercimuel, 2019

### 2010
- Bélgica: Peter Terrin, De Bewaker
  - El vigilante, Rayo Verde Editorial, 2014
- Chipre: Myrto Azina Chronides, To Peirama
- Dinamarca: Adda Djørup, Den mindste modstand
- Estonia: Tiit Aleksejev, Palveränd
- Finlandia: Riku Korhonen, Lääkäriromaani
- Alemania: Iris Hanika, Das Eigentliche
- Luxemburgo: Jean Back, Amateur
- Rumania: Răzvan Rădulescu, Teodosie cel Mic
- Eslovenia: Nataša Kramberger, Nebesa v robidah: roman v zgodbah
- España: Raquel Martínez-Gómez, Sombras de unicornio
- Macedonia del Norte: Goce Smilevski, Сестрата на Зигмунд Фројд (Freud's Sister)
  - La hermana de Freud, Alfaguara, 2012

### 2011
- Bulgaria: Kalin Terziyski, Има ли кой да ви обича
- República Checa: Tomáš Zmeškal, Milostný dopis klínovým písmem
- Grecia: Kostas Hatziantoniou, Agrigento
- Islandia: Ófeigur Sigurðsson, Jon
- Letonia: Inga Zolude, Mierinājums Ādama kokam
- Liechtenstein: Iren Nigg, Man wortet sich die Orte selbst
- Malta: Immanuel Mifsud, Fl-Isem tal-Missier (tal-iben)
- Montenegro: Andrej Nikolaidis, Sin
- Países Bajos: Rodaan Al Galidi, De autist en de postduif
- Serbia: Jelena Lengold, Vašarski Mađioničar
- Turquía: Çiler İlhan, Sürgün
- Reino Unido: Adam Foulds, The Quickening Maze
  - El laberinto de los estímulos, Galaxia Gutenberg, 2019

### 2012
- Austria: Anna Kim, Die gefrorene Zeit
- Croacia: Lada Žigo, Rulet
  - Ruleta, Editorial Paso de Barca, 2016
- Francia: Laurence Plazenet, L’amour Seul
  - El amor solo, Ático de los Libros, 2017
- Hungría: Viktor Horváth, Török Tükör
- Irlanda: Kevin Barry, City of Bohane
  - Ciudad de Bohane, Rayo Verde Editorial, 2015
- Italia: Emanuele Trevi, Qualcosa di Scritto
  - Algo escrito, Sexto Piso, 2019
- Lituania: Giedra Radvilavičiūtė, Šiąnakt aš miegosiu prie sienos
- Noruega: Gunstein Bakke, Maud og Aud: Ein Roman om Trafikk
- Polonia: Piotr Paziński, Pensjonat
- Portugal: Afonso Cruz, A Boneca de Kokoschka
  - La muñeca de Kokoschka, Rayo Verde Editorial, 2015
- Eslovaquia: Jana Beňová, Cafe Hyena: Plán odprevádzania
  - Manual de despedidas, Editorial Sexto Piso, 2020
- Suecia: Sara Mannheimer, Handlingen

### 2013
- Bélgica: Isabelle Wéry, Marilyn Désossée
- Bosnia y Herzegovina: Faruk Šehić, Knjiga o Uni
  - Las aguas tranquilas del Una, Editorial La Huerta Grande, 2017
- Chipre: Emilios Solomou, Hμερολóγιο μιας απιστίας
- Dinamarca: Kristian Bang Foss, Døden kører audi
- Estonia: Meelis Friedenthal, Mesilased
- Finlandia: Katri Lipson, Jäätelökauppias
- Alemania: Marica Bodrožić, Kirschholz und alte Gefühle
- Luxemburgo: Tullio Forgiarini, Amok – Eng Lëtzebuerger Liebeschronik
- Macedonia del Norte: Lidija Dimkovska, РЕЗЕРВЕН ЖИВОТ
- Rumania: Ioana Pârvulescu, Viaţa începe vineri
- Eslovenia: Gabriela Babnik, Sušna doba
- España: Cristian Crusat, Breve teoría del viaje y el desierto

### 2014
- Albania: Ben Blushi, Otello, Arapi i Vlorës (Othello, Arap of Vlora)
- Bulgaria: Milen Ruskov, Възвишение (Summit)
- República Checa: Jan Němec, Dějiny světla (A History of Light)
  - Una historia de la luz, Errata Naturae Editores, 2019
- Grecia: Makis Tsitas, Μάρτυς μου ο Θεός (God is my witness)
- Islandia: Oddný Eir, Jarðnæði (Land of Love, Plan of Ruins)
  - Tierra de amor y ruinas, Editorial Sexto Piso, 2019
- Letonia: Jānis Joņevs, Doom 94 (Jelgava 94)
- Liechtenstein: Armin Öhri, Die dunkle Muse: Historischer Kriminalroman (The Dark Muse)
  - La musa oscura, Editorial Impedimenta, 2016
- Malta: Pierre J. Mejlak, Dak li l-Lejl Iħallik Tgħid (What the Night Lets You Say)
- Montenegro: Ognjen Spahić, Puna glava radosti (Head Full of Joy)
- Países Bajos: Marente de Moor, De Nederlandse maagd (The Dutch Maiden)
- Serbia: Uglješa Šajtinac, Sasvim skromni darovi (Quite Modest Gifts)
- Turquía: Birgül Oğuz, Hah (Aha)
- Reino Unido: Evie Wyld, All The Birds, Singing
  - Todos los pájaros cantan, Ático de los Libros, 2017

### 2015
- Austria: Carolina Schutti, Einmal muss ich über weiches Gras gelaufen sein (Once I must have trodden soft grass). Otto Müller Verlag, 2012
  - Una vez caminé sobre la suave hierba, Errata Naturae Editores, 2019
- Croacia: Luka Bekavac, Viljevo. Fraktura, 2013
  - Viljevo, Tres Hermanas, 2017
- Francia: Gaëlle Josse, Le dernier gardien d’Ellis Island (The last guardian of Ellis Island). Editions Noir sur Blanc, 2014
  - El último guardián de la isla de Ellis, Ático de los Libros, 2018
- Hungría: Edina Szvoren, Nincs, és ne is legyen (There Is None, Nor Let There Be). Palatinus, 2012
- Irlanda: Donal Ryan, The Spinning Heart. Doubleday Ireland, 2013
  - Corazón giratorio, Sajalín editores, 2019
- Italia: Lorenzo Amurri, Apnea. Fandango Libri, 2013
- Lituania: Undinė Radzevičiūtė, Žuvys ir drakonai (Fishes and Dragons). Baltos lankos, 2013
  - Peces y dragones, Fulgencio Pimentel S.L., 2019
- Noruega: Ida Hegazi Høyer, Unnskyld (Forgive me). Tiden Norsk Forlag, 2014
  - Perdón, Nórdica Libros, 2017
- Polonia: Magdalena Parys, Magik (Magician). Świat Książki, 2014
- Portugal: David Machado, Índice Médio de Felicidade (Average Happiness Index). Dom Quixote, 2013
  - Índice medio de felicidad, Editorial Barrett, 2020
- Eslovaquia: Svetlana Zuchova, Obrazy zo života M. (Scenes from the Life of M.). Marenčin PT, 2013
- Suecia: Sara Stridsberg, Beckomberga - ode till min familj (The Gravity of Love). Albert Bonniers Förlag, 2014
  - Beckomberga. Oda a mi familia, Nórdica Libros, 2019

### 2016
- Bélgica: Christophe Van Gerrewey, Op de Hoogte (Up to date)
  - Al corriente, Alianza Editorial, 2018
- Bosnia y Herzegovina: Tanja Stupar-Trifunović, Satovi u majčinoj sobi (Clocks in my mother’s room)
  - Relojes en la habitación de mi madre, Tres Hermanas, 2018
- Chipre: Antonis Georgiou, Ένα Άλπουμ Ιστορίες (An Album of Stories)
- Dinamarca: Bjørn Rasmussen, Huden er det elastiske hylster der omgiver hele legemet
- Estonia: Paavo Matsin, Gogoli disko (The Gogol Disco)
- Finlandia: Selja Ahava, Taivaalta tippuvat asiat (Things that fall from the Sky)
- Alemania: Benedict Wells, Vom Ende der Einsamkeit (On the End of Loneliness)
  - El fin de la soledad, Malpaso Ediciones, 2012
- Luxemburgo: Gast Groeber, All Dag verstoppt en aneren (One Day Hides Another)
- Rumania: Claudiu M. Florian, Vârstele jocului. Strada Cetăţii. (The Ages of the Game – Citadel Street)
- Eslovenia: Jasmin B. Frelih, Na/pol (In/Half)
- España: Jesús Carrasco Jaramillo, La tierra que pisamos (The Earth We Tread)
- Macedonia del Norte: Nenad Joldeski, Секој со своето езеро (Each with their own lake)

### 2017
- Albania: Rudi Erebara, Epika e yjeve të mëngjesit (The Epic of the Morning Stars), 2016
- Bulgaria: Ina Vultchanova, Остров Крах (The Crack-Up Island), 2016
- República Checa: Bianca Bellová, Jezero (The Lake), 2016 
  - El lago, Tres Hermanas, 2019
- Grecia: Kallia Papadaki, Δενδρίτες (Dendrites), 2015 
  - Dendritas, Automática, 2020
- Islandia: Halldóra K. Thoroddsen, Tvöfalt gler (Double Glazing), 2016
- Letonia: Osvalds Zebris, Gaiļu kalna ēnā (In the Shadow of Rooster Hill), 2014
- Malta: Walid Nabhan, L-Eżodu taċ-Ċikonji (Exodus of Storks), 2013
- Montenegro: Aleksandar Bečanović, Arcueil (Arcueil), 2015
- Países Bajos: Jamal Ouariachi, Een Honger (A hunger), 2015 
  - Hambre, hambre, Tres Hermanas, 2020
- Serbia: Darko Tuševljaković, Jaz (The Chasm), 2016
- Turquía: Sine Ergün, Baştankara (Chickadee), 2016
- Reino Unido: Sunjeev Sahota, The Year of the Runaways, 2015

### 2019
- Austria: Laura Freudenthaler, Geistergeschichte (A ghost story)
- Finlandia: Piia Leino, Taivas (Heaven)
- Francia: Sophie Daull, Au grand lavoir (The Wash-house)
- Hungría: Réka Mán-Várhegyi, Mágneshegy (Magnetic Hill)
- Georgia: Beqa Adamashvili, პროლოგი (Everybody dies in this novel)
- Grecia: Nikos Chryssos, Καινούργια μέρα (New Day)
- Irlanda: Jan Carson, The Firestarters
  - Los incendiarios, Hoja de Lata Editorial, 2020
- Italia: Giovanni Dozzini, E Baboucar guidava la fila (And Baboucar was leading the line)
- Lituania: Daina Opolskaite, DIENŲ PIRAMIDĖS (The Hour of Dusk)
- Polonia: Marta Dzido, Frajda (Pleasure)
- Moldavia: Tatiana Țîbuleac, Grădina de sticlă (The Glass Garden)
  - El jardín de vidrio, Editorial Impedimenta, 2021
- Eslovaquia: Ivana Dobrakovová, Matky a kamionisti (Mothers and Lorry Drivers)
  - Madres y camioneros, Editorial Sexto Piso, 2021
- Ucrania: Halya Shyyan, ЗА СПИНОЮ (Behind the back)
- Reino Unido: Melissa Harrison, All Among the Barley

### 2020
- Bélgica: Nathalie Skowronek, La carte des regrets (The map of regrets)
- Bosnia y Herzegovina: Lana Bastašić, Uhvati zeca (Catch the rabbit) 
  - Atrapa a la libre, Editorial Navona, 2020
- Croacia: Maša Kolanović, Poštovani kukci i druge jezive priče (Dear insects and other scary stories)
- Chipre: Σταύρος Χριστοδούλου (Stavros Christodoulou), Τη μέρα που πάγωσε ο ποταμός (The day the river froze)
- Dinamarca: Asta Olivia Nordenhof, 'Penge på lommen' (Money in your pocket)
- Estonia: Mudlum (Made Luiga), Poola poisid (Polish boys)
- Alemania: Matthias Nawrat, Der traurige Gast (The Sad Guest)
- Kosovo: Shpëtim Selmani, Libërthi i dashurisë (The Booklet of Love)
- Luxemburgo: Francis Kirps, Die Mutationen (The Mutations)
- Montenegro: Stefan Bošković, Ministar (Minister)
- Macedonia del Norte: Петар Андоновски (Petar Andonovski), Страв од варвари (Fear of barbarians)
- Noruega: María Navarro Skaranger, Bok om sorg (Book of grief)
- España: Irene Solà, Canto jo i la muntanya balla (When I Sing, Mountains Dance)
  - Canto yo y la montaña baila, Anagrama, 2019

### 2021
- Albania: Tom Kuka
- Armenia: Aram Pachyan
- Bulgaria: Georgi Bardarov
- Eslovenia: Anja Mugerli
- República Checa: Lucie Faulerová
  - Salvé a la muerte, Huso, 2021
- Islandia: Sigrún Pálsdóttir
- Letonia: Laura Vinogradova
- Malta: Lara Calleja
- Países Bajos: Gerda Blees
- Portugal: Frederico Pedreira
- Serbia: Dejan Tiago Stanković
- Suecia: Maxim Grigoriev
- Túnez: Amine Ben Aissa

### 2022
En la edición de 2022 los organizadores introdujeron un cambio. Por primera vez, un jurado compuesto de siete miembros europeos nombraron a un ganador de la edición, acompañado de cinco menciones honoríficas.
Ganador:
- : Iva Pezuashvili (ივა ფეზუაშვილი), ბუნკერი (bunk’eri)

Menciones honoríficas:
- : Gaea Schoeters, Trofee
- : Slađana Nina Perković, U jarku
- : Tadhg Mac Dhonnagáin, Madame Lazare
- : Jacobo Bergareche, Los días perfectos
- : Yevhenia Kuznietsova (Євгенія Кузнєцова), Спитайте Мієчку (Spytajte Miječku)

Nominados:
- : Daniele Mencarelli, Sempre tornare
- : Kjersti Anfinnsen, Øyeblikk for evigheten
- : Peter Karoshi, Zu den Elefanten
- : Raluca Nagy, Teo de la 16 la 18
- : Richard Pupala, Ženy aj muži, zvieratá
- : Takis Kampylis (Τάκης Καμπύλης), Γενικά συμπτώματα (Geniká symptómata)
- : Tomas Vaiseta, Ch.
- : Vladimir Jankovski (Владимир Јанковски), Скриени желби, немирни патувања (Skrieni želbi, nemirni patuvanja)

### 2023
Ganador:
- : Martina Vidaić, Stjenice

Menciones honoríficas:
- : Hari N. Spanou (Χάρη Ν. Σπανού), Φυλάκιο (Fylákio)
- : Tõnis Tootsen, Ahvide pasteet. Ühe ahvi mälestusi ja mõtteid
- : Iida Rauma, Hävitys
- : Maud Simonnot, L’heure des oiseaux
- : Ag Apolloni, Kësulëkuqja, përrallë për të rritur

Nominados:
- : Anna Ospelt, Frühe Pflanzung
- : Ilija Đurović, Sampas
- : Jeff Schinker, Ma vie sous les tentes
- : Lusine Kharatyan (Լուսինե Խառատյան), Սիրիավեպ (Siriavep)

### 2024
Ganador:
- : Theis Ørntoft, Jordisk

Menciones honoríficas:
- : Deniz Utlu, Vaters Meer
- : María Elísabet Bragadóttir, Sápufuglinn
- : Sholeh Rezazadeh, Ik ken een berg die op me wacht
- : Tina Vrščaj, Na klancu
- : Todor Todorov (Тодор Тодоров), Хагабула (Hagabula)

Nominados:
- : Aleks Farrugia, Ir-Re Borg
- : Arbia Braham (عربية إبراهم), جبل الملح (Jabal al-Milh)
- : Bojan Krivokapić, Vila Fazanka
- : Daina Tabūna, Raganas
- : Gabriela Ruivo, Lei da gravidade
- : Panni Puskás, Megmenteni bárkit
- : Rita Petro, Lindur së prapthi
- : Marit Kapla, Kärlek på svenska
- : Ondřej Štindl, Tolik popela
- : Sabina Jakubowska, Akuszerki

## Traducciones
La Unión Europea promueve la circulación transnacional de la literatura y su diversidad en Europa y más allá de Europa. La siguiente lista muestra algunas traducciones disponibles en español:
- Kevin Barry, Ciudad de Bohane, Rayo Verde Editorial, 2015
- Lana Bastašić, Atrapa a la libre, Editorial Navona, 2020
- Bianca Bellová, El lago, Tres Hermanas, 2019
- Jana Beňová, Manual de despedidas, Editorial Sexto Piso, 2020
- Jan Carson, Los incendiarios, Hoja de Lata Editorial, 2020
- Afonso Cruz, La muñeca de Kokoschka, Rayo Verde Editorial, 2015
- Giovanni Dozzini, El viaje de Baboucar, Ático de los Libros, 2022
- Rudi Erebara, La épica de las estrellas matutinas, Ginger Ape Books & Films, 2021
- Laura Freudenthaler, Historia de fantasmas, Ático de los Libros, 2022
- Christophe Van Gerrewey, Al corriente, Alianza Editorial, 2018
- Daniele Del Giudice, Horizonte móvil, Ático de los Libros, 2016
- Oddný Eir, Tierra de amor y ruinas, Editorial Sexto Piso, 2019
- Adam Foulds, El laberinto de los estímulos, Galaxia Gutenberg, 2019
- Ida Hegazi Høyer, Perdón, Nórdica Libros, 2017
- Helena Henschen, A la sombra de un crimen, Editorial Bercimuel, 2019
- Paulus Hochgatterer, La dulzura de la vida, Debolsillo, 2016
- Gaëlle Josse, El último guardián de la isla de Ellis, Ático de los Libros, 2018
- David Machado, Índice medio de felicidad, Editorial Barrett, 2020
- Paavo Matsin, La discoteca de Gógol, Ático de los Libros, 2022
- Jan Němec, Una historia de la luz, Errata Naturae Editores, 2019
- Emmanuelle Pagano, Los adolescentes trogloditas, Lengua de Trapo, 2011
- Laurence Plazenet, El amor solo, Ático de los Libros, 2017
- Undinė Radzevičiūtė, Peces y dragones, Fulgencio Pimentel S.L., 2019
- Carolina Schutti, Una vez caminé sobre la suave hierba, Errata Naturae Editores, 2019
- Faruk Šehić, Las aguas tranquilas del Una, Editorial La Huerta Grande, 2017
- Goce Smilevski, La hermana de Freud, Alfaguara, 2012
- Tanja Stupar-Trifunović, Relojes en la habitación de mi madre, Tres Hermanas, 2018
- Peter Terrin, El vigilante, Rayo Verde Editorial, 2014
- Carl Frode Tiller, Cerco, Sajalín Editores, 2016
- Emanuele Trevi, Algo escrito, Sexto Piso, 2019
- Benedict Wells, El fin de la soledad, Malpaso Ediciones, 2012
- Evie Wyld, Todos los pájaros cantan, Ático de los Libros, 2017
- Lada Žigo, Ruleta, Editorial Paso de Barca, 2016